# Schwallwasser

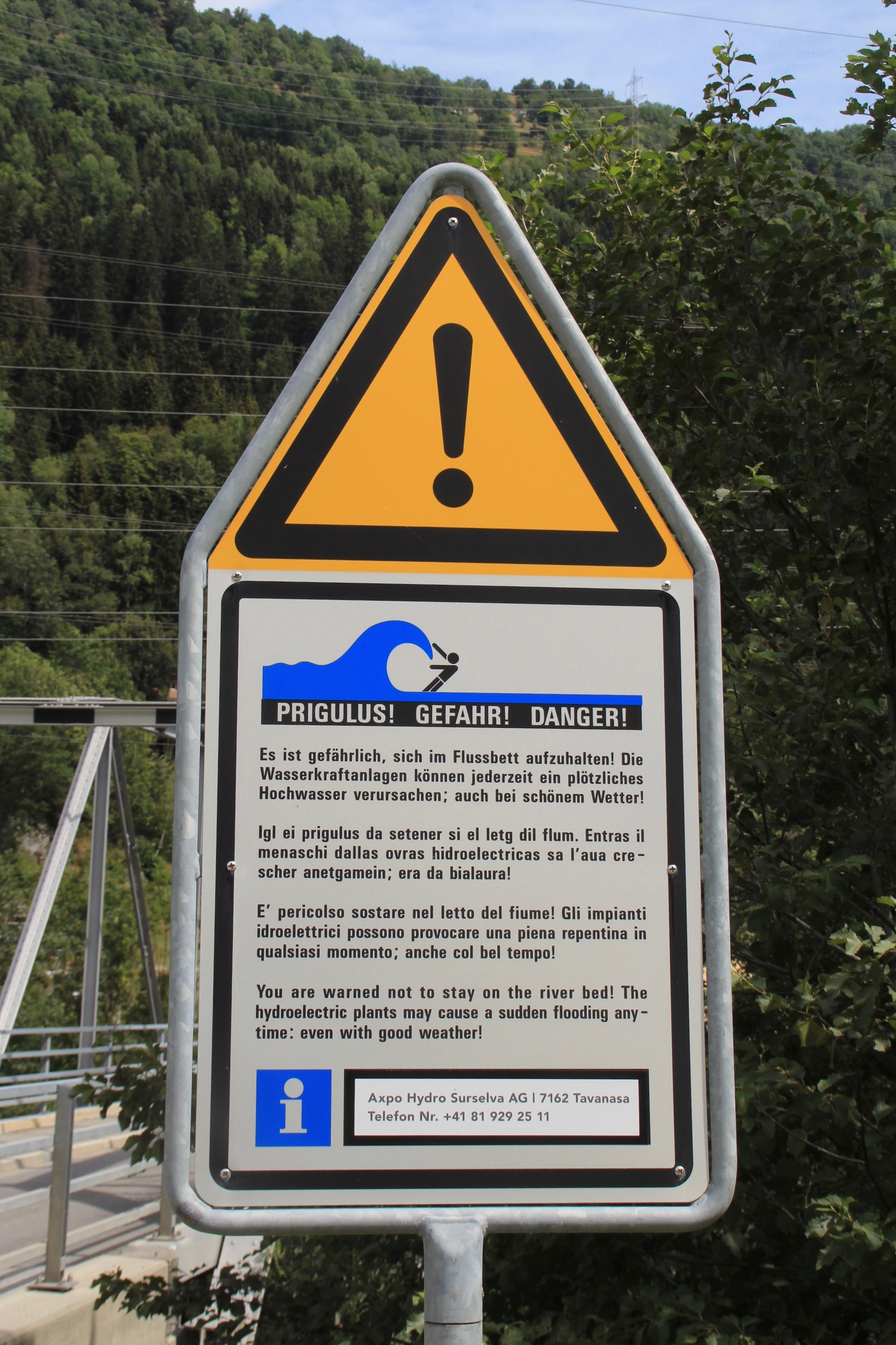
Flutwarnung am Vorderrhein in der Surselva

Bei dem Begriff Schwallwasser handelt es sich um einen alten Begriff aus der Flößerei. Es bezeichnet jenes Wasser, mit dem Baumstämme auf einem Fluss transportiert werden.
Um das geschlagene Holz aus dem Wald abtransportieren zu können, wurden gefällte Baumstämme in einen aufgestauten See in Abholznähe verbracht. Sobald genügend Wasser angestaut war, wurde der Damm entfernt und die Holzstämme wurden auf einer Flutwelle in den nächsten größeren Fluss gespült. Dort wurden die Stämme dann zu Flößen zusammengebunden und auf diesen samt Personal zu einem Verkaufsort gefahren.
Schwallwasser ist auch ein Begriff aus der Schwimmbadtechnik und bezeichnet das Wasser, das über den Beckenrand tritt und in den Schwallwasserbehälter fließt.
In der Schweiz werden Wasserablässe der Betreiber von Stauanlagen. als Schwallwasser bezeichnet. Diese Wasserablässe können betriebs- oder störungsbedingt auftreten. Es kann zu geplanten oder ungeplanten Wasserablässen kommen. Meist sind die Wasserablässe durch Wasserrechte der Betreiber abgesichert. Gebiete, die von Schwallwasser betroffen sind, sind mit Warnschildern zu kennzeichnen. Diese Gebiete dürfen vom Kraftwerksbetreiber ohne Vorwarnung geflutet werden. In der Schweiz sind rund 500 Bäche und Flüsse unterhalb von Kraftwerksanlagen von Schwallwasser betroffen. Schwallwasser kann zu tödlichen Unfällen führen.